# 小行星2612
小行星2612（2612 Kathryn）是一颗围绕太阳公转的小行星。1979年2月28日，諾曼·G·托馬斯在可可尼诺县发现了此天体。
該小行星以托馬斯的女兒凱瑟琳·蓋爾·托馬斯-哈澤爾頓（Kathryn Gail Thomas-Hazelton）命名。
这颗小行星的绝对星等为359.0418290410508等。